# Donatario-System
Als Donatario-System wird in der Wissenschaft das portugiesische System zur Verwaltung der Kolonien in der Anfangsphase genannt. Um den Spaniern zuvorzukommen, wollte die portugiesische Krone die eroberten Gebiete schnell in ihr System integrieren. Dabei wurden die Eroberer verpflichtet die Verteidigung der eroberten Gebiete zu garantieren und diese zu verwalten. Im Jahr 1549 wurde die königliche Regierung in den eroberten Gebieten (Brasilien) eingerichtet und damit endete die Anfangsphase der Kolonisierung.

## Rechtlichte Ausgestaltung und das Ende
Das als lehensrechtliche Landschenkung in 1534 konzipierte Donatario-System sollte durch Anreize das Interesse an der Besiedlung wecken. Um Ländereien zu verwalten und weiterzuentwickeln, erhielten Adelige Besitztitel wie die des Donatario oder des Capitan. Damit hatten sie dann einen lehensrechtlichen Titel, der sie befugte, die Gebiete zu verwalten, aber auch diese wirtschaftlich abzuschöpfen. Da Zucker bis ins 18. Jahrhundert das Hauptprodukt der eroberten Gebiete war, wurde vor allem die Zuckerproduktion auf den großen Plantagen forciert. Um den Zweck der privatwirtschaftlich geführten Landschenkungen zu maximieren, wurden hierbei auch alle Mittel angewendet. Nicht selten kam es zu Zwangsbekehrungen, Drohungen und Gewalt. 
Mit der Einrichtung einer Generalregierung in 1549, dem Governo geral, übernahmen portugiesische Kronbeamte den Oberbefehl in der Verwaltung und Rechtsprechung. 